# Indisk skrikörn
Indisk skrikörn (Clanga hastata) är en fågel i familjen hökar inom ordningen hökfåglar.

## Utseende
Indisk skrikörn är en liten (50–60 cm) örn och mycket lik mindre skrikörn (C. pomarina) som den tidigare behandlades som underart till. Den skiljer sig dock genom något längre vingar, mycket längre mungipa, brun istället för gul eller bärnstensfärgad ögoniris, mörkare brunt huvud med svarta spolstreck och ljusare bruna undre stjärttäckare.

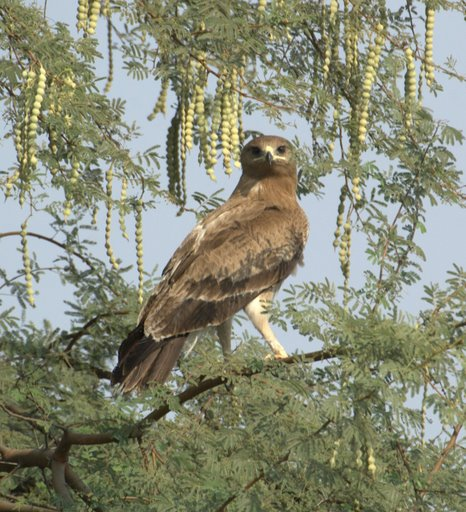

## Utbredning och systematik
Fågeln är en stannfågel i Indien, Bangladesh och norra Myanmar. Indisk skrikörn behandlades tidigare ofta som underart till mindre skrikörn. De betraktas numer som två distinkta arter av merparten auktoriteter. 

### Släktestillhörighet
Indisk skrikörn placerades tidigare i släktet Aquila men lyfts idag ut till  släktet Clanga tillsammans med mindre skrikörn och större skrikörn. Genetiska studier visar att dessa tre arter är närmare släkt med asiatiska svartörnen (Ictinaetus malaiensis) och afrikanska tofsörnen (Lophaetus occipitalis) än örnarna i Aquila, till exempel kungsörn.

## Levnadssätt
Denna art är en kraftfull rovfågel som fångar sitt byte, mestadels däggdjur, på marken från att ha spanat över öppna områden i eller intill skogsområden. Den kan också ta grodor och fåglar. Indisk skrikörn häckar i träd och föredrar öppna områden som lågintensiva jordbruksmarker, våtmarker och öppen skog. Liksom andra skrikörnar har den en spelflykt då den akrobatiskt klappar med vingarna, flyger upp och ner och gör hela loopar. Spel har noterats från januari, med äggläggning i april.

## Status och hot
Indisk skrikörn tros ha en liten världspopulation bestående av uppskattningsvis 2 500–10 000 vuxna individer. Den minskar troligen även i antal. Internationella naturvårdsunionen IUCN anser den därför vara hotad och placerar den i hotkategorin sårbar.